# Eugenio Krapf
Eugenio Krapf, fue un impresor y librero suizo nacido en Zúrich, afincado en España, fundamentalmente en Vigo, donde murió el 10 de abril de 1903. Largo tiempo establecido en Sevilla, acabó por instalar una librería en la calle de Policarpo Sanz de Vigo. Es recordado por las múltiples tarjetas postales que salieron de su imprenta y que aún sirven como referencia notable de la ciudad en aquella época finisecular. No obstante, Krapf (a veces, Kraff) ha pasado a la Historia de la bibliografía de la Literatura española, por publicar en el año 1900 una importante edición de La Celestina de Fernando de Rojas, con un memorable prólogo de Marcelino Menéndez Pelayo, y que también contaba con un epílogo del mismo Krapf. 